# چری (مینه‌سوتا)
چری (به انگلیسی: Cherry) یک منطقهٔ مسکونی در ایالات متحده آمریکا است که در شهرستان سنت لوئیس، مینه‌سوتا واقع شده‌است. چری ۷۰ نفر جمعیت دارد و ۴۱۲٫۰۹ متر بالاتر از سطح دریا واقع شده‌است.